# ベルベレ

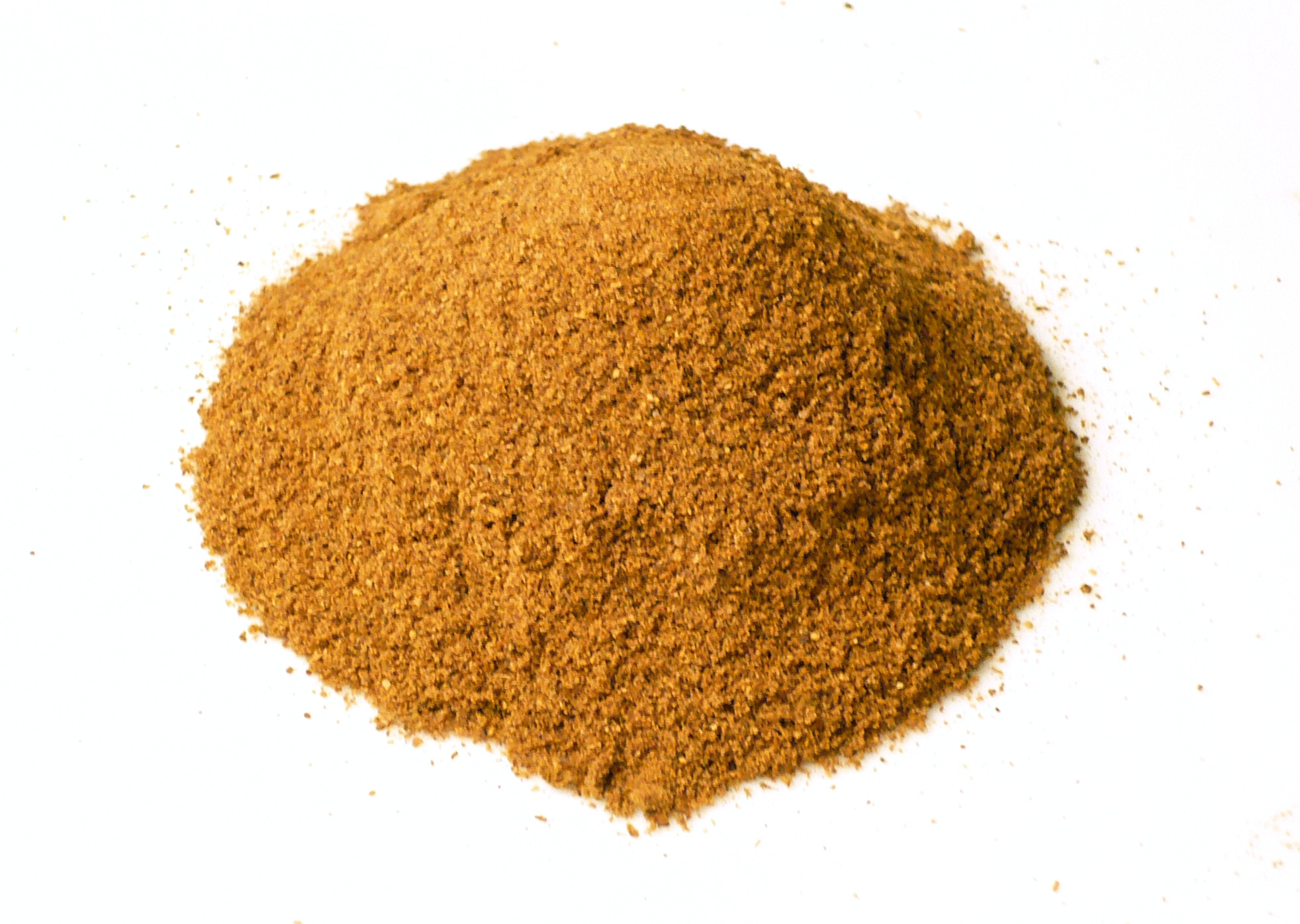
灰色に着色したベルベレ

ベルベレ(Berbere)は、唐辛子、コリアンダー、ニンニク、ショウガ、エチオピア産のカミメボウキ（ベッソベラ）種子、コラリマ、ヘンルーダ、アジョワンまたはラドゥニ、ニゲラ及びフェヌグリークを含むミックススパイスである。エチオピア料理やエリトリア料理において重要な食材である。ベルベレという名前は、唐辛子そのものを指すこともある。
国際的にはあまり知られていないハーブやスパイスも含まれており、また栽培種とともに、コラリマ等、エチオピアに自生する種も含まれる。